# Austrosaropogon periscelis
Austrosaropogon periscelis är en tvåvingeart som beskrevs av Daniels 1991. Austrosaropogon periscelis ingår i släktet Austrosaropogon och familjen rovflugor. Inga underarter finns listade i Catalogue of Life.